# L.A. Noire
L.A. Noire (с англ. — «Лос-Анджелесский нуар», МФА: [ˌɛl ˌɛɪ ˈnwaː(ɹ)]) — компьютерная игра в жанре action-adventure, разработанная австралийской студией Team Bondi и выпущенная издательством Rockstar Games 17 мая 2011 года на PlayStation 3 и Xbox 360. 23 июня 2011 года было заявлено, что игра выйдет на ПК осенью 2011 года. Игра вышла на ПК в России 11 ноября 2011 года.
Главным героем выступает детектив Департамента полиции Лос-Анджелеса Коул Фелпс в исполнении Аарона Стэтона, а вторым по значимости играбельным персонажем — следователь Джек Келсо, созданный при участии актёров Гила Маккинни и Брена Фостера.
Исполнительными продюсерами проекта выступили Сэм Хаузер, Лесли Бензис и Дэн Хаузер, известные по серии игр Grand Theft Auto.

## Игровой процесс
Действие игры происходит в 1947 году в Лос-Анджелесе. Игроку, выступающему в роли детектива департамента полиции Лос-Анджелеса (англ. Los Angeles Police Department, сокр. LAPD) по имени Коул Фелпс, предстоит раскрыть ряд преступлений. Для этого потребуется осмотреть места, где они произошли, в поисках улик и всевозможных зацепок, которые могут привести к преступнику. Именно от успешности следственных действий и ОРМ игрока будет зависеть, насколько полно будет раскрыта картина происшествия.
Помимо сюжетных миссий игроки могут принимать вызовы по полицейской рации. В игре эти задания называются уличными преступлениями (англ. Street Crimes). Игроки могут передвигаться как пешком, так и на различных машинах, которые открываются по ходу продвижения главного героя по службе. Помимо машин, игроку доступно десять костюмов для персонажа (4 из них были добавлены в DLC). Некоторые костюмы обладают специальными свойствами, такими как повышение защиты от урона или повышение точности при стрельбе.
В отличие от флагманской для Rockstar Games серии игр Grand Theft Auto, в L.A. Noire игроку запрещено устраивать беспорядки и убивать горожан, поскольку главный герой игры является детективом полиции.

## Сюжет
Действие разворачивается в 1947 году в Лос-Анджелесе. Коул Фелпс, простой патрульный полицейского участка Уилширского 7-го отделения полиции, добросовестно исполняющий свои обязанности, благодаря проявленной инициативе успешно расследует убийство со своим напарником, офицером Ральфом Данном. Отмеченный начальством Фелпс получает повышение до детектива транспортного отдела, а в дальнейшем продвигается до отдела убийств.
В убойном отделе Фелпс вместе со своим напарником Расти Гэллоуэем расследует несколько убийств, схожих по почерку с знаменитым «убийством Чёрной Орхидеи». После череды арестов предполагаемых подозреваемых серия убийств не прекратилась, а реальный маньяк поиздевался над LAPD, отправив несколько посланий с зашифрованными подсказками, благодаря разгадке которых одарённому детективу Фелпсу всё же удаётся выйти на его след. Настоящим убийцей оказывается Гаррет Мейсон, наёмный бармен, с которым детективы уже пересекались во время расследования одного из дел. Мейсон был убит при задержании, однако его личность так и не была раскрыта публично, поскольку он оказался родственником некоего влиятельного политика. Дело оказывается замято, тем не менее, Фелпс получает повышение до отдела нравов.
Во время службы в полиции нравов Фелпс главным образом расследует дела, связанные с распространением на улицах города ампул армейского морфина. После череды убийств морских пехотинцев из бывшего полка Фелпса детектив встречается со своим бывшим сослуживцем, Джеком Келсо. Вместе они приходят к выводу, что их бывшие сослуживцы продавали местным наркодилерам излишки морфина, похищенные (вместе с запасами оружия, боеприпасов и сигарет) с судна SS Coolridge, на котором полк морпехов вернулся в Лос-Анджелес в конце Второй мировой войны.
Выясняется, что вдохновителем ограбления судна был морпех Кортни Шелдон, подговоривший на преступление сослуживцев. Похищенный морфин он пытался сбыть для медицинских целей через Ленни Финкельштейна, подручного местного гангстера Микки Коэна, однако вместо этого тот организовал продажу чистого морфина на улицах, что привело к череде передозировок среди наркоманов. Сам Коэн, узнав о сделке, предложил Шелдону выкупить всю партию морфина, чтобы в дальнейшем торговать уже разбавленными дозами, однако тот отказался, и Коэн, желая запугать его, приказал своим людям расправиться с остальными участниками ограбления армейского судна.
Параллельно этим событиям у Фелпса завязывается внебрачный роман с Эльзой Лихтманн, певицей из клуба Blue Room. Рой Эрл, напарник Фелпса по отделу нравов, желая выслужиться перед коррумпированным начальством, передаёт доказательства измены руководству LAPD, искавшему повод отвлечь внимание публики от публичного скандала с участием высокопоставленных лиц города и проститутки Бренды Аллен. В результате этого Фелпс уходит из семьи, стремительно теряет репутацию и получает понижение до отдела поджогов, одного из самых низкопрестижных отделов департамента. Более того, останавливается расследования дела о морфине, поскольку Фелпс не успевает добиться признания от Кортни Шелдона.
В отделе поджогов Фелпс вместе с напарником Хершелом Биггсом расследует серию поджогов жилых домов, схожих по обстоятельствам: все они находятся в квартале, который застраивает некий «Фонд развития пригородов», их владельцы отказываются продавать застройщику свои участки, при этом все они выигрывают некую «поездку выходного дня», во время которой и происходит поджог здания. При этом две семьи из-за непредвиденных обстоятельств отменяют поездку и остаются дома, в результате чего оказываются сожжёнными заживо. Несмотря на поимку детективами нескольких подозреваемых, поджоги продолжаются.
Дальнейшее расследование выводит Фелпса и Биггса на тесно связанную с «Фондом развития пригородов» компанию Elysian Fields магната Лиланда Монро, большого друга мэра Лос-Анджелеса и шефа LAPD. Вскоре после беседы с самим Монро с Фелпсом встречается Рой Эрл и требует прекратить расследование, намекая на серьёзность влияния людей, стоящих за компанией. Более того, об этом Фелпса предупреждает и начальник отдела поджогов. Оставив дело, детектив решает через Эльзу Лихтманн обратиться за помощью к Джеку Келсо, работающему на тот момент страховым следователем в California Fire and Life. Близкий друг Эльзы погиб на стройплощадке Elysian Fields, и Эльза получает право на страховую выплату в 20 тысяч долларов — подозрительно высокая сумма для, казалось бы, рядового для стройки случая. Фелпс убеждает Эльзу отказаться от выплаты и запросить от Келсо расследования этого случая.
Расследование Келсо поначалу показывает, что «Фонд развития пригородов» строит дома из непригодных материалов. Исследуя закрытую киностудию, откуда по бросовым ценам закупалась непригодная для строительства древесина, он обнаруживает плёнку, на которой свои планы обсуждают инвесторы «Фонда развития пригородов»: сам Лиланд Монро, мэр города Флетчер Боурон, шеф полиции Уильям Уорелл, окружной прокурор Дональд Сэндлер, главный редактор Los Angeles Times Рэймонд Гордон, вице-президент California Fire and Life Кёртис Бенсон, а также известный психиатр Харлан Фонтейн. Тем же вечером Келсо исследует очередную стройплощадку «Фонда», где его встречают и избивают люди Монро, который приказывает устранить расследователя, а затем и Эльзу. Тем не менее, Келсо удаётся сбежать и предупредить Фелпса и Эльзу. На следующий день к Келсо в больницу приходит помощник окружного прокурора, расследующий коррупцию в LAPD, и предлагает Келсо включиться в расследование против погрязшего в коррупции отдела нравов в роли помощника окружного прокурора. Келсо вместо этого предлагает заняться разоблачением «Фонда развития пригородов» и в итоге получает на это санкцию.
Первоначальная версия заключается в том, что «Фонд развития пригородов», прикрываясь постройкой жилья для вернувшихся домой американских военнослужащих, на самом деле занимается страховым мошенничеством в интересах Лиланда Монро: изначально построенные из некачественных материалов (для минимизации расходов) дома намеренно поджигаются с целью получения завышенных страховых выплат. Дальнейшее расследование приводит к пониманию, что страховое мошенничество — лишь «верхушка айсберга»: на деле же за всем этим скрывается мошеннический заговор против федерального правительства, от которого бенефициары «Фонда» рассчитывали получить огромные компенсации за экспроприацию земли, выкупленной Монро для «жилой застройки», так как на её территории планировалась постройка нового шоссе Whitnall Parkway.
Выясняется, что за поджогами на самом деле стоял бывший огнемётчик из отряда Фелпса и полка Келсо Айра Хогбум, страдающий от ПТСР и шизофрении после жестокого убийства гражданских в пещерном госпитале по приказу Фелпса в ходе битвы за Окинаву. Бенефициар «Фонда развития пригородов» доктор Фонтейн, к которому Хогбум обращался за психологической помощью, использовал его, чтобы поджигать дома семей, которые отказывались добровольно продавать свои участки застройщику Монро. Более того, он манипулировал Кортни Шелдоном, чтобы использовать в мошеннической схеме деньги от продажи армейского морфина. Когда Шелдон осознаёт, во что оказывается втянут, и требует от доктора объяснений, Фонтейн убивает его как лишнего свидетеля.
После поджога дома, в котором оставалась целая семья, Хогбум теряет остатки рассудка, выходит из-под контроля Фонтейна и продолжает поджигать дома, считая, что помогает людям воссоединиться на небесах. Вскоре он убивает Фонтейна, а также похищает Эльзу, пришедшую к доктору на приём. Пытаясь спасти похищенную Эльзу, Фелпс и Келсо пробиваются сквозь огонь продажных копов и бандитов, пытающихся остановить разоблачение всей аферы Монро, к лос-анджелесской канализации, где скрывается Хогбум. Начальник LAPD, прибывший к канализации, заключает сделку, сдавая других участников «Фонда развития пригородов» в обмен на собственную свободу. Келсо убивает Хогбума, чтобы прекратить его душевные страдания. Келсо и Фелпс спасают Эльзу и бегут из туннелей, в которых из-за сильного дождя вырастает уровень воды. В конце концов, трио находит открытый люк и вытаскивают Эльзу на поверхность. Фелпс помогает подняться раненному Келсо, однако самого его смывает напором воды.
На похоронах Фелпса один из его бывших напарников Хершел Биггс говорит Келсо, что покойный никогда не был его другом. Келсо признаёт это, и говорит, что всё же не был и его врагом. Из речи, звучащей в ходе траурной церемонии, становится ясно, что Лиланд Монро привлечён к суду, но другие бенефициары «Фонда» вышли сухими из воды.
В сцене после титров Кортни Шелдон пытается убедить своих однополчан похитить излишки армейского морфина и продать его. Джек Келсо отказывается и говорит Шелдону и остальным, что его уважение к ним как к солдатам будет равно нулю, если они решат пойти на это. Тем не менее, ограбление всё же состоится, что и приводит к событиям игры.

## Разработка и выпуск

Логотип L.A. Noire в 2006 году

В феврале 2003 года в интервью Кристену Риду президент Team Bondi Брендан Макнамара рассказал, что они занимаются проектом, полностью финансируемым Sony Computer Entertainment America. 11 июня 2007 года издательство Take-Two Interactive в пресс-релизе об итогах второго квартала 2007 финансового года определило дату релиза версии для PlayStation 3, указав её в списке игр, которые предположительно выйдут в 2008 году. Во время общения с акционерами представитель Take Two заявил, что выход игры вполне вероятен и для PlayStation 3, и для Xbox 360. На тот момент официально игра была анонсирована только для первой платформы.
Особый упор разработчиками делается на создание реалистичной мимики персонажей, для чего была создана уникальная технология MotionScan, которая улавливает все эмоции на лице актёра без использования каких-либо маркеров или краски.
13 апреля 2011 года на сайте ESRB появился рейтинг L.A. Noire, но в списке платформ, кроме PlayStation 3 и Xbox 360, был написан ещё и Windows (хотя версия для Windows на тот момент официально не была анонсирована). Через несколько часов Windows из списка убрали.
23 июня 2011 года был анонсирован выход игры на ПК осенью 2011 года.
7 сентября 2017 года Rockstar Games объявило о ремастеринге на консоли PlayStation 4, Xbox One и Nintendo Switch, выход которого состоялся 14 ноября 2017 года.
16 декабря 2017 года в продажу также поступил L.A. Noire: The VR Case Files — сборник расследований из 7 дел, адаптированный для прохождения в шлеме виртуальной реальности HTC Vive. Системные требования здесь изменились, в списке поддерживаемых остались только Windows 8.1 или Windows 10, процессор Intel Core i7 3,6—4 ГГц, 8—16 Гб ОЗУ, видеокарта NVIDIA GeForce GTX 1070/1080.
Летом 2018 года, благодаря уязвимости в защите Steam Web API, стало известно, что точное количество пользователей сервиса Steam, которые играли в игру хотя бы один раз, составляет 1 596 369 человек.
С 16 сентября 2021 года Rockstar прекращает поддержку серверов L.A. Noire на PS3 и Xbox 360.

## Саундтрек
Композиторами официального саундтрека игры стали Эндрю Хейл и Саймон Хейл. Музыка записывалась в стенах британской Abbey Road Studios, с которой в прошлом работали группы The Beatles и Pink Floyd. В записи музыкального сопровождения также участвовал Вуди Джексон — обладатель нескольких наград за свой вклад в саундтрек игры Red Dead Redemption.
Музыкальная группа из Великобритании, The Real Tuesday Weld, вместе с немецкой певицей, Клаудией Брюкен, дополнили саундтрек игры ещё несколькими композициями. Их звучание соответствует общей стилистике альбома, поэтому в нём значительная роль отводится джазовым инструментам, как труба, саксофон, вибрафон, фортепьяно и прочее, выдержанной в нуарной джазовой стилистике тех времён.
| №                   | Название                            | Автор(ы)                                | Длительность |
| ------------------- | ----------------------------------- | --------------------------------------- | ------------ |
| 1.                  | «Main Theme»                        | Andrew Hale                             | 3:04         |
| 2.                  | «New Beginning, Pt. 1»              | Andrew Hale & Simon Hale                | 1:07         |
| 3.                  | «New Beginning, Pt. 2»              | Andrew Hale & Simon Hale                | 1:25         |
| 4.                  | «New Beginning, Pt. 3»              | Andrew Hale & Simon Hale                | 3:18         |
| 5.                  | «Minor 9th»                         | Andrew Hale                             | 2:50         |
| 6.                  | «Pride of the Job, Pt. 1»           | Andrew Hale & Simon Hale                | 2:38         |
| 7.                  | «Pride of the Job, Pt. 2»           | Andrew Hale & Simon Hale                | 2:32         |
| 8.                  | «Noire Clarinet»                    | Andrew Hale                             | 2:33         |
| 9.                  | «Temptation, Pt. 1»                 | Andrew Hale & Simon Hale                | 1:14         |
| 10.                 | «Temptation, Pt. 2»                 | Andrew Hale & Simon Hale                | 2:13         |
| 11.                 | «Temptation, Pt. 3»                 | Andrew Hale & Simon Hale                | 0:52         |
| 12.                 | «J.J.»                              | Andrew Hale & Fly                       | 1:30         |
| 13.                 | «Redemption, Pt. 1»                 | Andrew Hale & Simon Hale                | 1:07         |
| 14.                 | «Redemption, Pt. 2»                 | Andrew Hale & Simon Hale                | 2:28         |
| 15.                 | «Redemption, Pt. 3»                 | Andrew Hale & Simon Hale                | 1:19         |
| 16.                 | «Slow Brood»                        | Andrew Hale & Simon Hale                | 2:04         |
| 17.                 | «Use and Abuse, Pt. 1»              | Andrew Hale & Simon Hale                | 1:26         |
| 18.                 | «Use and Abuse, Pt. 2»              | Andrew Hale & Simon Hale                | 0:49         |
| 19.                 | «Use and Abuse, Pt. 3»              | Andrew Hale & Simon Hale                | 0:38         |
| 20.                 | «Use and Abuse, Pt. 4»              | Andrew Hale & Simon Hale                | 1:21         |
| 21.                 | «Fall from Grace, Pt. 1»            | Andrew Hale & Simon Hale                | 1:44         |
| 22.                 | «Fall from Grace, Pt. 2»            | Andrew Hale & Simon Hale                | 1:13         |
| 23.                 | «Murder Brood, Pt. 1»               | Andrew Hale & Simon Hale                | 2:34         |
| 24.                 | «Murder Brood, Pt. 2»               | Andrew Hale & Simon Hale                | 2:18         |
| 25.                 | «Main Theme (Redux)»                | Andrew Hale                             | 1:26         |
| 26.                 | «(I Always Kill) The Things I Love» | Claudia Brücken & The Real Tuesday Weld | 2:55         |
| 27.                 | «Guilty»                            | Claudia Brücken & The Real Tuesday Weld | 2:14         |
| 28.                 | «Torched Song»                      | Claudia Brücken & The Real Tuesday Weld | 4:12         |
| Общая длительность: | Общая длительность:                 | Общая длительность:                     | 55:04        |

### Альбом ремиксов
Пластинка L.A. Noire Remixed Project была записана на студии Verve Records и вышла отдельным диском. На ней были собраны известные джазовые композиции в обработке современных музыкантов, диджеев и исполнителей.
| №                   | Название                                               | Оригинальный Исполнитель       | Длительность |
| ------------------- | ------------------------------------------------------ | ------------------------------ | ------------ |
| 1.                  | «Stone Cold Dead in the Market (Ticklah remix)»        | Ella Fitzgerald & Louis Jordan | 4:17         |
| 2.                  | «Hey! Ba-Ba-Re-Bop (Midnight Sun remix)»               | Lionel Hampton с оркестром     | 5:57         |
| 3.                  | «A Slick Chick (Maximum Balloon remix)»                | Dinah Washington               | 2:57         |
| 4.                  | «Ain't Nobody Here But Us Chickens (DJ Premier remix)» | Louis Jordan                   | 2:36         |
| 5.                  | «Sing Sing Sing (Truth & Soul remix)»                  | Gene Krupa                     | 4:19         |
| 6.                  | «That Ole Devil Called Love (Moodymann remix)»         | Billie Holiday                 | 4:16         |
| Общая длительность: | Общая длительность:                                    | Общая длительность:            | 24:21        |

## Загружаемый контент
В феврале 2011 года Rockstar Games анонсировали дополнения для L.A. Noire, которые игрок может приобрести только при предзаказе игры. Позднее Rockstar заявили, что после выхода игры дополнительный контент можно будет приобрести в онлайн-службах Xbox LIVE и PlayStation Network. В версии игры для PC все дополнения будут доступны изначально.
Новые дела:
- The Naked City — отдел нравов (GameStop или Game)[25]. Дата выхода — 1 июня 2011 года.
- A Slip of the Tongue — дорожные преступления (Wal-Mart). Дата выхода — 1 июня 2011 года.
- The Consul’s Car — дорожные преступления (эпизод не выходил на Xbox 360, до 27.07.2011 был доступен только в Северной Америке[26])
- Nicholson Electroplating — отдел поджогов. Дата выхода — 21 июня 2011 года.
- Reefer Madness — отдел нравов. Дата выхода — 12 июля 2011 года.

Новые костюмы:
- The Broderick (Amazon). Дата выхода — 1 июня 2011 года.
- The Sharpshooter (Best Buy или Zavvi). Дата выхода — 1 июня 2011 года.
- Chicago Lightning. Дата выхода — 1 июня 2011 года.
- Button Man за задание The Badge Pursuit Challenge. Дата выхода — 1 июня 2011 года.

Новое оружие:
- Chicago Piano — Томми-ган[27]. Дата выхода — 21 мая 2011 года.

## Рецензии
| Сводный рейтинг       | Сводный рейтинг |
| Агрегатор             | Оценка |
| --------------------- | --- |
| GameRankings          | (PS3) 88,15 % (X360) 87,93 % (PC) 81,70 % (NS) 79,35 % |
| Metacritic            | 89/100 (PS3) (78 отзывов) 89/100 (Xbox 360) (83 отзыва) 83/100 (PC) (28 отзывов) 76/100 (PS4) (17 отзывов) 77/100 (XONE) (12 отзывов) 79/100 (NS) (48 отзывов) |
| OpenCritic            | 78/100 |
| «Критиканство»        | 86/100 |
| Иноязычные издания    | |
| Издание               | Оценка |
| 1UP.com               | A |
| 4Players              | 7,5/10 |
| CVG                   | 8,9/10 |
| Destructoid           | 9/10 |
| Edge                  | 8/10 |
| Eurogamer             | 8/10 |
| Game Informer         | 8,75/10 |
| GamePro               | [ 47 ] |
| GameRevolution        | B+ |
| GameSpot              | 9/10 |
| GameSpy               | [ 50 ] |
| GamesRadar+           | [ 51 ] |
| GameStar              | 81/100 |
| GameTrailers          | 9,1 |
| Giant Bomb            | [ 54 ] |
| IGN                   | 8,5/10 |
| Jeuxvideo.com         | 17/20 |
| Joystiq               | [ 57 ] |
| OXM                   | 8/10 |
| Push Square           | 8/10 |
| TeamXbox              | 9,3/10 |
| The Daily Telegraph   | 9/10 |
| The Guardian          | [ 62 ] |
| VideoGamer            | 10/10 |
| X-Play                | [ 64 ] |
| Русскоязычные издания | |
| Издание               | Оценка |
| 3DNews                | 9/10 |
| Absolute Games        | 66 % |
| GameMAG.ru            | 8/10 |
| PlayGround.ru         | 8,9/10 |
| StopGame.ru           | Изумительно |
| «Домашний ПК»         | [ 70 ] |
| «Игромания»           | 7/10 |
| «Игры Mail.ru»        | 9/10 |
| «НИМ»                 | 7,8/10 |
| «Страна игр»          | 9/10 |

IGN поставил 8,5 из 10 баллов, заявив, что «L.A. Noire может не затронуть душевных высот в игре как Heavy Rain, но это то, что каждый должен попробовать. Она достигает в высоту и почти преуспевает как блестящий новый тип видеоигр повествования».
Оценку «стоит купить» — выставил в своём обзоре портал Games-TV: «L.A. Noire — один сплошной восторг! Ради такого шедевра можно не только консоль купить, но и на курсы английского записаться. Потому что подобные проекты выходят раз в десятилетия!».
По мнению «Страны игр», «L.A. Noire — ещё один триумф Rockstar, блестящий дебют Team Bondi. Насыщенный, атмосферный проект высокого класса, чьи недостатки теряют вес на фоне уникальных достоинств. Прорывная технология анимации лиц позволяет игре если не претендовать на лидерство в жанре детективного квеста, то, по крайней мере, переоткрыть этот жанр с новой стороны, стать следующей вехой его эволюции».
Но не все критики были единодушны в высоких оценках. Так, рецензия сайта Absolute Games отзывается об игре довольно прохладно: «L.A. Noire подобна Лос-Анджелесу — сквозь напускной блеск технических свершений, богатых декораций и якобы высокой интерактивности проглядывает пресноватая адвенчура с дырявым сюжетом, деревянным главным героем и следами тупых ножниц. Вдыхая разреженную атмосферу 40-х, трудно не задуматься над тем, как поступила бы с проектом более талантливая, слаженная команда».
L.A. Noire получила премию BAFTA в области игр 2012 года в номинации «Original Music».